# ریوهی کویکه
ریوهی کویکه (انگلیسی: Ryohei Koike؛ زادهٔ ۲۴ اوت ۱۹۸۰) بازیکن فوتبال اهل ژاپن است.